# Дети Декабря
«Дети Декабря» (стилизовано как «Dети Dекабря») — шестой «естественный» альбом группы «Аквариум». Последний подпольный альбом группы. Включён в сводку «100 магнитоальбомов советского рока» Александра Кушнира.

## История создания
Запись альбома началась в августе 1985 года, после окончания летнего капитального ремонта в студии Тропилло.
Борис Гребенщиков об альбоме:
Продолжение идиллии. Ощущение того, что мы всё можем. К процессу снова подключается Курёхин и запись идёт, как песня. В дело идут совершенно толкиеновские пейзажи Карелии, где я жил летом (Деревня); листы металла и авангардно-detuned гитара (Жажда); уэльский бард X-го века Gwyon ap Gwernach (Кад Годдо) — и всё-всё-всё.
По количеству музыкальной информации этот альбом был самым насыщенным среди всех ранних альбомов группы. Уже с первой песни «Жажда» присутствуют синтезаторные атаки Курёхина, индустриальные шумы (музыканты колотили по железу и переворачивали металлические листы перед микрофоном), игра Гребенщикова на специально расстроенной гитаре со спущенными струнами и церковный хор Полянского, фонограмма которого была найдена на одном из каналов плёнки.
Поскольку Александр Ляпин сыграл только в двух композициях альбома, остальные гитарные ходы были сыграны (на «Фендере», присланном ему в подарок Дэвидом Боуи) самим Гребенщиковым («Сны о чём-то большем», «Танцы на грани весны»), а когда Тропилло не понравилось соло Гребенщикова в песне «Я — змея», музыканты отправили его на обед в пельменную и в его отсутствие самостоятельно прописали необходимый трек.
Композиция «212-85-06» впервые была исполнена «Аквариумом» ещё на III Рок-фестивале и не воспринята тогда публикой. В студийную версию вошли и гитарные риффы Ляпина, и псевдоямайский вокал Гребенщикова, и частушки в исполнении Тропилло, а также убыстрённый голос, саксофон Михаила Чернова, фонограммы шумов, сдвоенный и обратный вокал, а также множество замаскированных студийных эффектов.
В песне «Деревня» скрипка Александра Куссуля, ирландская дудочка Дюши и виолончель Гаккеля создали такое оформление, которое Гребенщиков назвал «попаданием туда, куда надо». Он утверждал, что подобного эффекта им удалось добиться впоследствии только дважды — в песне «Партизаны полной луны» в альбоме «Равноденствие» и песне «Великая железнодорожная симфония» в альбоме «Снежный лев».
Сведение альбома и наложение шумов происходило в январе 1986 года. Принесённые Гребенщиковым с «Ленфильма» фонограммы с кваканьем лягушек и звуками деревенской природы придавали альбому некую вневременную окраску. Лидер группы считал, что на этом в 1980-х годах работа «Аквариума» закончилась и оставалось только доделать постскриптум — «Равноденствие».

## Список композиций
Музыка и текст во всех песнях — БГ.
1. Жажда (3:50)
2. Сны о чём-то большем (4:39)
3. Кад Годдо (4:49)
4. Она может двигать (3:01)
5. Танцы на грани весны (4:40)
6. Деревня (4:44)
7. Я — змея (2:45)
8. Без названия (0:40)
9. Подводная песня (2:08) — инструментал
10. 212-85-06 (5:36)
11. Дети декабря (2:24)

### Бонус-трек
Присутствует на диске «Антология — IX. Дети Декабря»
1. Козлы (4:02)

## Участники записи
- БГ — вокал, гитары
- Всеволод Гаккель — виолончель (4, 6, 11), голос
- Александр Куссуль — скрипка (3, 4, 6, 11)
- Александр Титов — бас (1—7, 10)
- Пётр Трощенков — ударные (1—7, 10)
- Сергей Курёхин — korg (1—3, 5, 9, 10)
- Александр Ляпин — гитара (4, 10)
- Андрей Романов — вистл (6, 11)
- Михаил Васильев — перкуссия (1, 6)
- Михаил Чернов — саксофон (10)
- Вопль и подпевка на «Она может двигать» — П. Трощенков
- Флейты и хор на «Сны о чём-то большем» — Дар неба
- Русская народная поэзия на «212-85-06» — голос А. Тропилло

## Факты
- Изначальный вариант названия альбома — «Жизнь с точки зрения деревьев».
- У британской группы «The Rolling Stones» есть альбом «December’s Children» (1965), название которого переводится как «Дети декабря»[4].
- Существуют клипы на песни «Жажда», «Танцы на грани весны» и «212-85-06».
- Звуки флейт и хора в песне «Сны о чём-то большем» были записаны не «Аквариумом» — они оказались на плёнке ещё до записи (использовалась нестёртая плёнка с «Мелодии» с записью музыки композитора Евгения Доги).
- «Кад Годдо» в переводе с кельтского означает «Битва деревьев». Это часть знаменитой Книги Талиесина. Стихи этой песни напрямую перекликаются с поэмой Талиесина: «Я был остриём меча — поистине это было; Я был дождевою каплей, и был я звёздным лучом», и т. д.
- Расшифровка Гребенщиковым песни «Она может двигать»: Она — это женское начало Земли. Алый шёлк — атрибут жриц Белой богини, ветви ивы — атрибут её культа. Великая стройка и новый почин вылезли неожиданно, а ассоциируются с Чернобылем. Песня о том, что ей надоело и всем нам придётся плохо, если она «двинет собой». Само название — цитата из Д. Бирна.
- «212-85-06» — номер телефона из одноимённой песни. Песня изначально была подарена Гребенщиковым Алексею Вишне[5]. Существуют разной степени достоверности легенды о природе этого телефонного номера. По одной из них, это телефон тех лет самого Гребенщикова. По другой, это был номер так называемого «эфира»: в середине 1980-х годов в Ленинграде на одной из АТС случилась ошибка, в результате которой все звонившие по этому номеру соединялись между собой[6]. Сам Гребенщиков утверждает, что номер придуман им совершенно случайно[7]. В песне также используются цитаты из фильмов «Собака Баскервилей» («Что это, Бэрримор?») и «Адъютант его превосходительства» («Фитилёк-то притуши — коптит!»; «Так это ты, Мирон, Павла убил?»).
- Ерхо и Лабадай — неправильно воспринятые Гребенщиковым на слух фамилии авторов известного учебника латинского языка[8].
- Бонус-трек «Козлы» записан на одном из квартирных концертов середины 1980-х годов. В записи участвуют только Гребенщиков и Титов. После исполнения Гребенщиков говорит: «Всегда было интересно, почему этой песне так радуются…».
- На обложке запечатлены Гребенщиков, Титов и Гаккель в зимнем лесу. Фотография сделана зимой 1985—1986 года.
- Песни «Сны о чём-то большем», «Кад Годдо», «Дети декабря» и «Деревня» вошли в так называемый «Белый альбом», выпущенный «Мелодией» в 1987 году.

## Переиздания
- 1994 год — студия «Триарий» переиздала альбом в собственном оформлении.
- 2002 год — альбом переиздан на CD в рамках проекта «Антология». В этом издании добавлен бонус-трек.